# Tavurvur
Tavurvur är en 223 meter hög stratovulkan i East New Britain, Papua Nya Guinea. Den ligger i östra delen av Rabaulcalderan och är dess mest aktiva vulkan. Det senaste utbrottet startade 29 augusti 2014

## Historia
1937 hade Tavurvur och en intilliggande vulkan ett utbrott som dödade 507 människor och skadade Rabaul svårt.
1994 hade de båda vulkanerna ytterligare ett utbrott som fick till följd att större delen av Rabaul övergavs och provinsstyrelsen flyttades till den nya huvudstaden Kokopo.
Den 7 oktober 2006 skedde ytterligare ett utbrott, som krossade fönster upp till tolv kilometer bort och skickade upp en 18 kilometer hög askpelare i stratosfären, vinden drev denna gång askan bort från Rabaul.